# 丁蘭 (演員)
丁蘭（1938年—），本名陳蘊蘭，女，祖籍福建省，美國籍華人。丁蘭在1956年在臺灣拍攝廈語片，1958年來香港發展，成為紅星兼拍國語及粵語片，並自組「環球影業公司」制作兼演出五齣電影。1964年結婚，1966年返回臺灣與大韓民國影帝申榮坤合作《最後命令》，1967年底息影。

## 經歷
- 1959年7月5日下午，住在香港碧華殿酒店的丁蘭在午睡時，被兩名大漢喚醒，逼她簽訂一份合約式拍戲通知書，在紛爭之中，她的經理人陳棠被他們以扳手擊破頭顱，需送醫院敷藥[2]。

- 被譽為「廈語影后」的丁蘭在1961年12月4日晚上8時20分上麗的映聲接受林蒼先生的電視訪問，隨即播送她主演有多達12首電影插曲之廈語時裝歌舞鉅片《假正經》（1959年，飾演顏如玉），該齣電影曾遠赴新加坡的獨立橋（Merdeka Bridge）取景，並分別為新加坡南洋大學及甘榜（Kampong）中峇魯區（Tiong Bahru）災民義映籌款。電影播放完後由她演唱廈語時代曲《南洋風光好》及《妹妹愛情郎》，這是香港電視史上首次介紹廈語片及時代曲[3]。

- 丁蘭首次參演的粵語電影是「榮華公司」的《紅男綠女》（1965年，擔任女主角飾維美玉），1965年4月15日晚上8時45分在麗的映聲的《中國電影雜誌》電視節目裡，她談及首次拍粵語片的經歷及從影趣聞[4]。

- 丁蘭在大韓民國演出電影後，回到香港，在1966年12月11日於九龍太子道的婚紗店，偕著未婚夫戴竹鈞先生試著嫁衣，讓記者拍攝 ，並透露她的丈夫是籍貫上海，曾經到美國留學的香港人，她倆在曾經是香港島北角的街坊，然而是在臺灣省的聚會裡才認識，並迅速發展感情，他倆會在隨後的數天裡在香港結婚，並在1966年12月20日啟程到美國渡蜜月，婚後息影協助丈夫營商[5]。

## 外部連結
- 香港電影資料館有關丁蘭(陳蘊蘭)參演電影的記錄[永久]
- 香港電影資料館有關丁蘭(陳蘊蘭)的人物檔案[永久]
- 丁蘭在香港影庫上的簡介